# Ashalta Wabgaonkar
Ashalta Wabgaonkar (Goa, 2 de julio de 1941 - Satara, 22 de septiembre de 2020) comúnmente conocida como Ashalta, fue una actriz india. Actuó en más de cien películas en hindi y maratí. También cantó algunas canciones de Konkani transmitidas por la estación de Mumbai de All India Radio.

## Primeros años
Ashalata nació en Goa; originalmente, sus raíces se remontan a la aldea Palolem de Goa en Canacona taluka (o subdistrito). Estudió en la destacada escuela secundaria St. Columba's Girls High School en Gramdevi, y se graduó en psicología en la SNDT Women's University. Comenzó a actuar en obras de Konkani y maratí.

## Carrera
Actuó en más de cien películas en hindi y maratí. Algunas de sus obras en maratí son "Guntata Hridhya He", "Varyavarchi Varaat", "Chinna" (con Smita Patil y Sadashiv Amrapurkar) y "Mahananda". 
Fue presentada en películas hindi por Basu Chatterjee en Apne Paraye (junto con Bharati Achrekar) por lo que fue nominada al premio Filmfare a la mejor actriz de reparto. Ella actuó en películas tales como "Ankush" (1986), "Apne Paraye" (1980), "Ahista Ahista", "Shaukeen", "Woh Saat Din", "Namak Halaal" y "Yaadon Ki Kasam" (1985). Por aparecer en Bollywood en la película Apne Paraye de Basu Chatterjee, se llevó el 'Premio de la Crítica de Bengala' y el Premio Filmfare a la Mejor Actriz de Reparto. Interpretó el papel de la madrastra de Amitabh Bachchan en la película Zanjeer.
Ashalta también tuvo un gran renombre en el mundo del teatro maratí e hizo su debut dramático en el papel de Revathi en la obra "Sangeet Senshaikolol" presentada por The Goa Hindu Association. El drama maratí Matsyagandha resultó ser un hito en la carrera de actuación de Ashalta. En esta obra, cantó las canciones "Garda Sabbhoti Chali Sajni Tu Tar Chafkali" y "Arthasunya Bose Majhala Kala Jeevan".
Recibió formación en música clásica y es una excelente cantante Marathi Natyasangeet. Escribió un libro llamado "Gard Sabhowati", publicado por Lotus Publications Mumbai, donde se refiere a los recuerdos y la carrera de la actriz en la industria cinematográfica

## Fallecimiento
Falleció debido al COVID-19 el 22 de septiembre de 2020, en Satara, Maharastra, mientras filmaba para una serie maratí (आई माझी काळूबाई) Aai Mazi kalubai. Tenía 79 años. Al no sentirse bien, fue ingresada en un hospital privado en Satara, Maharashtra, después de ser encontrada infectada con COVID-19, y murió alrededor de las 4.45 de la mañana del 22 de septiembre de 2020. Se programó la incineración de sus restos en la misma ciudad.

## Filmografía seleccionada
- Amanecer como Radhabai (2014)
- Police Force: An Inside Story como Revathi (madre de Vijay) (2004)
- Beti No.1 como Savitri (mamá de Priya) (2000)
- Do Ankhen Barah Hath (1997)
- Daava como la madre de Bhishma; Madrastra de Arjun y Suraj (1997)
- Agni Sakshi como la Sra. Kapoor (1996)
- Zordaar como la mamá de Ravi (1996)
- Fauji como la esposa de Bansilal (1995)
- Insaaf Apne Lahoo Se como Laxmi H. Prasad - La madre de Mohan (1994)
- Prem Deewane (1992)
- Humlaa como la Sra. Devkishan Sharma (1992)
- Zindagi Ek Juaa como Laxmi (1992)
- Jhoothi Shaan como Savitri (1991)
- Khoon Ka Karz como juez (1991)
- Maherchi Sadi (1991)
- Saugandh como mamá de Ganga (1991)
- Pratigyabadh como Nun (1991)
- Azaad Desh Ke Gulam como Sharda A. Bhandari (1990)
- Kali Ganga (1990)
- Shaitani Ilaaka (1990)
- Bandh Darwaza como madre de Kumar (1990)
- Ghayal (1990) como la Sra. Ashok Pradhan
- Kamla Ki Maut como Nirmala S. Patel (1989)
- Mahaadev como Padma Singh (1989)
- Apna Desh Paraye Log (1989)
- Daata como Ratanbai (1989)
- Billoo Badshah como Sumitra - La madre de Vijay (1989)
- Gair Kanooni como la Sra. Asha Dalal (1989)
- Farz Ki Jung como la madre de Vikram (1989)
- Jeete Hain Shaan Se como Geeta Verma (1989)
- Hatya como vendedor de verduras (1988)
- Gammat Jammat como la Sra. Korde (1987)
- Marte Dam Tak como Mrs. PC Mathur (1987)
- Watan Ke Rakhwale como la madre de Mahavir (1987)
- Insaf Ki Pukar como la Sra. Jagannath (1987)
- Ankush como la mamá de Anita (1986)
- Ghar Dwaar como la madre de Chanda (1985)
- Wafadaar como la Sra. Daya Sagar (1985)
- Rahi Badal Gaye (1985)
- Sarfarosh como Rani Urmial Devi (1985)
- Zamana como Sudha S Kumar (1985)
- Purana Mandir como Damyanti, la hermana de Ranvir (1984)
- All Rounder como la mamá de Ritu (1984)
- Raaj Tilak (1984)
- Sharaabi como la Sra. Kapoor (1984)
- Aaj Ki Awaaz como la Sra. VV Deshmukh (1984)
- Woh Saat Din (1983) como la madre de Maya
- Sadma como la Sra. Malhotra (1983)
- Coolie como Parvati (esposa de Nathu) (1983)
- Amor en Goa como Mrs. Feliz D'Souza (1983)
- Namak Halaal como la madre de Nisha (1983)
- Dil-e-Nadaan (1982)
- Shaukeen como Sita Choudhury (1982)
- Ahista Ahista como Kaveri (1981)
- Chalte Chalte (1976)
- Zanjeer como esposa del inspector de policía, madrastra de Vijay (1973)